# Paracymus degener
Paracymus degener är en skalbaggsart som först beskrevs av Horn 1890.  Paracymus degener ingår i släktet Paracymus och familjen palpbaggar. Inga underarter finns listade i Catalogue of Life.